# جیمز داسائولو
جیمز داسائولو (انگلیسی: James Dasaolu؛ زادهٔ ۵ سپتامبر ۱۹۸۷) دونده دو سرعت اهل بریتانیا است.